# تيودور رايك
تيودور رايك هو محلل نفسي أمريكي يهودي من أصل نمساوي. وُلد في فيينا وحصل على درجة الدكتوراه من جامعة فيينا. تعرَّف إلى فرويد عام 1910 وتدرب بتشجيع منه ليكون محللاً نفسياً. وظل لمدة ثلاثين عاماً من أكثر أتباع فرويدوفاءً له. وبعد الحرب العالمية الأولى، مارس رايك التحليل النفسي في معهد التحليل النفسي في فيينا ثم في برلين عام 1929. وبعد صعود النازي إلى الحكم، انتقل إلى هولندا ثم إلى الولايات المتحدة عام 1938 حيث ساهم في نشر مفاهيم التحليل النفسي بها وأسس جمعية علم النفس الوطنية للتحليل النفسي.
كتب رايك أكثر من خمسين عملاً قدَّم فيها أفكاره ونظرياته التي كان بعضها مخالفاً للتحليل النفسي الكلاسيكي. وقد رفض أن تكون عملية التحليل النفسي عملية عقلانية منظمة، فهي في رأيه عملية يجري خلالها تفاعل بين لا شعور المريض ولا شعور المحلل النفسي، وقد تنتج عنها مفاجأت لكل من الطرفين تكون ذات دلالات مهمة. واستعرض رايك هذه الأفكار في كتابيه المفاجأة والتحليل النفسي (1935)، والاستماع بالأذن الثالثة (1948). كما اهتم رايك بدراسة المازوكية (التلذذ بإيلام الذات). وفي كتابه المازوكية عند الإنسان المعاصر (1941)، يذهب رايك إلى أن المازوكية هي أساساً البحث عن اللذة، بل هي أيضاً (كما كان الحال مع الشهداء المسيحيين) البحث عن النصر النهائي.
وفي كتابه علم نفس العلاقات الجنسية (1945)، يرفض رايك نظرية الليبيدو عند فرويد وبعض المفاهيم الجنسية المصاحبة لها. كما اهتم بدراسة الجريمة والدوافع الكامنة وراءها. وفي كتابه القاتل المجهول (1936) يرى رايك أن الإحساس اللا شعوري بالذنب هو الواقع الكامن وراء الجريمة، وأيضاً الدافع وراء حاجة المجرم إلى أن ينضبط وينال العقاب.
وتخلى رايك عن العقيدة اليهودية في فترة مبكرة من حياته، ولكنه اهتم بدراسة الأديان بشكل عام والعقيدة اليهودية بشكل خاص من منظور علم النفس. ففي العشرينيات كتب دراستين حول كلٍّ من: دعاء كل النذور، والبوق (شوفار)، كما كتب دراسة من أربعة أجزاء حول تفسير العهد القديم تناول فيه الأنبياء (إبراهيم وإسحق)، وخلق حواء، وجذور الشعور بالذنب لدى الإنسان الحديث. أما في كتابه الطقوس الوثنية في اليهودية (1946) فإنه يُرجع كثيراً من الطقوس والشعائر التي تُمارَس في اليهودية اليوم إلى أصول وثنية وإلى طقوس عصور ما قبل التاريخ. كما اهتم رايك بدراسة العوامل النفسية الكامنة وراء روح الفكاهة بين أعضاء الجماعات اليهودية حيث ذهب في كتابه روح الفكاهة اليهودية (1962) إلى أن هناك تأرجحاً ما بين الرغبة المازوكية في إذلال الذات والشعور المرضي بالعظمة كامناً في الفكاهات والنكات التي يطلقها اليهود.